# Milena Horvat (arheologinja)
Milena Horvat, slovenska arheologinja, * 17. februar 1948, Trbovlje
Horvatova je leta 1974 diplomirala na ljubljanski Filozofski fakulteti na kateri se je 1977 tudi zaposlila kot predavateljica tehnik obravnave arheoloških artefaktov. Kot arheologinja je med drugim  vodila izkopavanje neolitske nekropole Ajdovska jama pri Nemški vasi pri Krškem in izkopavanja na gradbiščih avtocestnih odsekov Višnja Gora - Bič, Blagovica - Šentjakob pri Ljubljani in Krška vas - Obrežje. 